# مارك سيغل
مارك سيغل (بالإنجليزية: Marc Siegel)‏ هو طبيب أمريكي، ولد في 15 يونيو 1956 في نيويورك في الولايات المتحدة.

## وصلات خارجية
- الموقع الرسمي